# Dolichowithius
Dolichowithius es un género de arácnido del orden Pseudoscorpionida de la familia Withiidae.

## Especies
Las especies de este género son::
- - Dolichowithius argentinus Beier, 1959
  - Dolichowithius brasiliensis (Beier, 1930)
  - Dolichowithius canestrinii (Balzan, 1887)
  - Dolichowithius centralis Beier, 1953
  - Dolichowithius emigrans (Tullgren, 1907)
  - Dolichowithius extensus Beier, 1932
  - Dolichowithius granulosus Hoff, 1945
  - Dolichowithius intermedius Mahnert, 1979
  - Dolichowithius longichelifer (Balzan, 1887)
  - Dolichowithius mediofasciatus Mahnert, 1979
  - Dolichowithius minutus Mahnert, 1979
  - Dolichowithius modicus Beier, 1932
  - Dolichowithius simplex Beier, 1932
  - Dolichowithius solitarius Hoff, 1945
  - Dolichowithius vicinus Beier, 1932
  - Dolichowithius abnormis Beier, 1936